# 赤石乡 (云和县)
赤石乡，是中华人民共和国浙江省丽水市云和县下辖的一个乡镇级行政单位。

## 行政区划
赤石乡下辖以下地区：
赤石村、垟田村、张源头村、临海垟村、新林村、麻垟村、建林村、建升村、建源村、阴岩村、担布坑村、店子村、南洞村和高山村。